# Urban Air Mobility
Urban Air Mobility (deutsch: „Urbane Luftmobilität“, sinngemäß etwa: „Mobilität im urbanen Luftraum“ oder „Urbaner Lufttransport“, Abgekürzung UAM oder AAM für Advanced Air Mobility) bezeichnet die Erweiterung städtischer Transportsysteme (Passagiere und Fracht) in den Luftraum. Unter anderem wird deren Notwendigkeit mit dem Anstieg der Zahl von in Städten lebenden Menschen begründet;  die neue Mobilitätsform soll als Staulöser fungieren. Als Transportkomponente sind im Urban-Air-Mobility-Konzept zukünftig vor allem Flugtaxis vorgesehen, insbesondere solche, die senkrecht starten und landen (eVTOL). Ob urbane Luftmobilität einen nennenswerten Anteil des Verkehrs vom Boden in die Luft bringen wird, bleibt abzuwarten.

## Geschichte
Parallel zur Personenbeförderung wird auch der autonome Gütertransport durch die Luft vorangetrieben.
In Hamburg gab es das Projekt WiNDroVe – Wirtschaftliche Nutzung von Drohnen in einer Metropolregion – Hamburg, zum Thema UAS (Unmanned Aerial Systems) in der Stadt. Es wurde von Mai 2017 bis Januar 2018 unter Mitwirkung des Zentrum für angewandte Luftfahrtforschung (ZAL), durchgeführt. Hamburg war mit Konferenzbeiträgen zum Thema bei der SXSW 2019 in Austin, Texas, USA vertreten.
In Ingolstadt gibt es seit Juni 2018 ebenfalls ein Projekt zur Urban Air Mobility. Es wird u. a. von Airbus, der Deutschen Bahn, dem DLR der Stadt Ingolstadt, der Universität Eichstätt und vielen weiteren wichtigen Projektpartnern verwirklicht. Es geht um die Nutzung von Luftfahrzeugen als Flugtaxi, angedacht z. B. für das Rettungswesen, für den Transport von Blutkonserven. Außerdem werden die Bereiche Verkehrsbeobachtung und die öffentliche Sicherheit betrachtet.
Toulouse nimmt an der europäischen Urban-Air-Mobility-Initiative teil. Das Projekt wird koordiniert von Airbus, dem europäischen institutionellen Partner Eurocontrol und der EASA (European Aviation Safety Agency).

### Umsetzung
Das Konzept der urbanen Luftmobilität ist beispielsweise in Megastädten wie São Paulo und Mexiko-Stadt bereits verwirklicht. Dort werden Hubschrauber als Lufttaxis für die schnelle, stauunabhängige Beförderung von Menschen verwendet. Allerdings sind die schnellen Luftverbindungen mit höheren Kosten verbunden, sie verursachen mit den Verbrennungsmotoren mehr Lärm und Abgase als Autos, und verbrauchen mehr Energie.
In München wurden von der CSU Start- und Landeplätze für elektrisch angetriebene Lufttaxis am Hauptbahnhof vorgeschlagen. Im September 2020 wurde die Zusammenarbeit eines Lufttaxi-Herstellers mit den Flughäfen in Düsseldorf und Köln/Bonn vereinbart. Das DLR wurde im Februar 2020 vom BMVI beauftragt, ein Leitsystem für urbane Luftmobilität zu entwickeln. Das Projekt lief bis Januar 2023. Im Mai 2022 wurde die Air Mobility Initiative zur Entwicklung des elektrischen Luftverkehrs gegründet.
Airbus, ITA Airways, UrbanV und Enel arbeiten für ein geplantes Advanced Air Mobility (aam) Ecosystem in Italien zusammen. Airbus trägt das Fluggerät dazu bei, UrbanV soll der Vertiport-Netzwerk-Betreiber werden und das Energieunternehmen Enel der Lösungsanbieter. UrbanV plant, ein wichtiges globales Unternehmen für Vertiport-Netze zu werden. Außerdem soll es bei der Einrichtung von ersten eVTOL-Strecken weltweit eine führende Rolle übernehmen.

## Eigenschaften der Fluggeräte
Derzeit werden eine Vielzahl von elektrischen Flugzeugen für urbane Luftmobilität entwickelt. Darunter sind Projekte wie der CityAirbus, der Lilium Jet oder der Volocopter in Deutschland und international der EHang 216 und das Boeing PAV. Die noch größtenteils in der Konzeptphase befindlichen Flugzeuge für urbane Luftmobilität weisen VTOL-Fähigkeiten (Senkrechtstarter und -lander) auf, um in der Stadt senkrecht auf einer relativ kleinen Fläche starten und landen zu können.
Die meisten der Konzeptentwürfe für urbane Luftmobilität sind komplett elektrisch angetrieben und nutzen eine Vielzahl von Rotoren, unter anderem um den Lärm zu minimieren (aufgrund der dadurch möglichen niedrigeren Drehgeschwindigkeit). Gleichzeitig erzeugen sie eine hohe Systemredundanz. Einige davon haben ihren Erstflug bereits erfolgreich absolviert.
Die gängigsten Konfigurationen von Fluggeräten für urbane Luftmobilität sind als Multicopter ausgelegte Hubschrauber (wie z. B. beim VoloCity oder SkyDrive SD-05) oder sogenannte Kippflügel- und Kipprotor-Wandelflugzeuge (z. B. Vahana bzw. Bell Nexus). Multicopter nutzen senkrecht wirkende Rotoren für den Schwebe- und Horizontalflug, während Wandelflugzeuge ihre Rotoren für den Horizontalflug in die Waagerechte kippen können.

## Infrastruktur
eVTOL-Fluggeräte benötigen eine Infrastruktur, damit sie starten, landen, repariert werden, aufgeladen oder betankt und geparkt werden können. Der Markt bestimmt die Größe der Infrastruktur, da Flüge nur zwischen bestimmten Landegebieten durchgeführt werden. Während einige Komponenten in die bestehende Luftfahrtinfrastruktur integriert werden können, müssen zusätzliche Einrichtungen gebaut werden. Für große Städte wird geschätzt, dass es 85–100 Start- und Landeplätze geben sollte, um die eVTOL-Umgebung entsprechend aufzunehmen.

### Vertiports
Hauptartikel siehe Vertiport
Vertiports sind Start- und Landeplätze, für jeweils zwei bis drei Flugzeuge ausgelegt. Vertipads hingegen sind einzelne Landeplätze, die für die Verwendung durch ein Fluggerät gedacht sind. Ein Vertihub umfasst mindestens zwei Vertiports oder Vertipads und dient als größte Struktur in der UAM-Umgebung. Vertihubs werden verdichtete Regionen mit hohem Verkehrsaufkommen bedienen. 2020 kündigte Lilium seine Pläne zum Bau eines Vertiports in der Nähe des Orlando International Airport (Lake Nona) an. Joby ist eine Partnerschaft mit der REEF Technology and Neighborhood Property Group (NPG) eingegangen, um die Dächer von Parkhäusern als Start- und Landeflächen zu nutzen.

### Hubschrauberlandeplätze
Vorhandene Hubschrauberlandeplätze können ebenfalls zur Unterbringung von UAM-Flugzeugen verwendet werden. Diese Hubschrauberlandeplätze sind jedoch zu wenig, um der Industrie ohne den Bau zusätzlicher Infrastruktur oder die Änderung bestehender Hubschrauberlandeplätze den eVTOL-Flugbetrieb zu ermöglichen.

### Flughäfen
Flughäfen werden bereits an begrenzten Standorten genutzt, um Helikopter- und eVTOL-Dienste auf Abruf zu ermöglichen. Zu diesen Flughäfen gehören der John Wayne Airport, der John F. Kennedy International Airport und der Portland International Airport.

### Luftverkehrsmanagement
Unmanned Aircraft Systems (UAS) Traffic Management (zusammenfassend UTM) ist ein spezifisches Flugverkehrsmanagementsystem, das auf die einzigartigen Bedürfnisse von unbemannten Flugzeugen und Flugzeugen in geringer Höhe ausgelegt ist. UTM bietet Luftraumintegrationen, die für die Gewährleistung eines sicheren Betriebs durch Dienste wie die Gestaltung des tatsächlichen Luftraums, die Abgrenzung von Luftkorridoren, dynamisches Geofencing zur Aufrechterhaltung von Flugrouten, Wettervermeidung und Routenplanung ohne kontinuierliche menschliche Überwachung erforderlich sind. Airspace Link entwickelte AirHub, ein System zur Verbindung von Städten, Staaten, Drohnenbetreibern und der FAA in einem einzigen Raum, um die sichersten Routen für autonome Drohnen anhand öffentlich verfügbarer Flugdaten zu kartieren.

### Vorschriften
Regierungen auf der ganzen Welt haben damit begonnen, Änderungen und Erweiterungen ihrer Luftraumregeln zu erörtern, um eine große Anzahl von autonomen oder halbautonomen Flugzeugen aufzunehmen, die in niedrigen Höhen operieren. NASA und EASA haben Konzepte für die Anforderungen an ein UAM-System vorgeschlagen. Das Operationskonzept der NASA oder ConOps stützt sich auf definierte Korridore für UAM-Fahrzeuge, die sich dann an bestimmte Protokolle halten müssen, wenn sie sich innerhalb des Korridors befinden. Der regulatorische Ansatz der EASA überlässt die lokale Entscheidung den „lokalen Akteuren“ und wird stattdessen versuchen, die Flugzeuge aus Sicherheitsgründen selbst zu zertifizieren. Sie entwickelten die VTOL-Sonderbedingungen, um die spezifische Klasse von Fluggeräten zu zertifizieren, die zuvor nicht definiert waren.